# Whiplash (película de 2014)
Whiplash es una película dramático musical estadounidense de 2014 escrita y dirigida por Damien Chazelle; protagonizada por Miles Teller como el joven baterista de jazz Andrew Neiman que asiste a una de las mejores escuelas de música del país en Nueva York, bajo la tutela del temible jazzista y maestro Terence Fletcher (J. K. Simmons). Completan el reparto Melissa Benoist, Austin Stowell, Jayson Blair y Kavita Patil.
Se estrenó en competición como apertura del Festival de Cine de Sundance, en la categoría Drama, el 16 de enero de 2014. Poco después, Sony Pictures Worldwide adquirió los derechos de distribución internacional, estrenándose en las salas de cine de Estados Unidos y Canadá el 10 de octubre de 2014, y en el resto del mundo entre enero y marzo de 2015. Recibió críticas positivas por su guion, elenco de actores, montaje y mezcla sonora. Fue nominada a cinco Premios Óscar y ganadora en las categorías de Mejor montaje y Mejor sonido, mientras que J.K. Simmons recibió los premios Óscar, BAFTA, Globo de Oro, entre otros, por Mejor actor de reparto.

## Argumento
Andrew Neiman es un estudiante de primer año de jazz en el prestigioso Conservatorio Shaffer en la ciudad de Nueva York. Toca la batería desde joven y aspira a convertirse en un baterista de talla mundial como Buddy Rich. El famoso director de orquesta Terence Fletcher lo invita a su Studio Band como suplente del baterista principal Carl Tanner. Fletcher es excesivamente duro e incluso abusivo con sus estudiantes, ya que repetidamente les lanza insultos vulgares y se apresura a despedir a aquellos que cometen errores. Cuando la banda ensaya la pieza de Hank Levy Whiplash, Andrew lucha por mantener el ritmo mientras Fletcher lo acusa alternativamente de apresurarse y arrastrarse, hasta que Fletcher le arroja una silla, lo golpea y lo castiga brutalmente hasta las lágrimas frente al conjunto.
En una competencia de jazz, la carpeta que contiene las partituras de Tanner se pierden mientras Andrew, quien las cuidaba, compra una gaseosa en un receso. Tanner no puede tocar sin las partituras, por lo que Andrew le dice a Fletcher que puede realizar whiplash de memoria. Después de una actuación exitosa, Fletcher promueve a Andrew como baterista principal. Poco después, Fletcher recluta a Ryan Connolly, el baterista principal del antiguo conjunto de bajo nivel de Andrew dentro del conservatorio. Andrew cree que Connolly es un baterista menos talentoso que él y se enfurece cuando Fletcher promueve a Connolly hasta la médula. Decidido a impresionar, Andrew practica hasta que sus manos sangran y rompe con su novia, Nicole, para concentrarse en sus ambiciones musicales. Después de una agotadora sesión de cinco horas con Fletcher y los otros bateristas de la clase, durante la cual Fletcher patea los muebles y le grita, Andrew recupera el lugar central.
En el camino a otra competencia, el autobús que Andrew viaja se descompone. Alquila un automóvil, pero llega tarde; luego, al darse cuenta de que dejó sus baquetas en la oficina de alquiler, Fletcher le da solo diez minutos para ir por ellas o quedaría impedido de tocar, por lo que corre de regreso y las recupera, pero cuando regresa, su automóvil de alquiler es golpeado por un camión. Andrew se arrastra de los restos, corre de regreso al teatro y llega al escenario ensangrentado y herido. Cuando lucha por interpretar Caravan, Fletcher detiene la actuación y despide a Andrew, quien, enfurecido, lo ataca en el escenario, lo que resulta en su expulsión de Shaffer. A pedido de su padre, Andrew se encuentra con una abogada que representa a los padres de Sean Casey, un exalumno de Fletcher, en una queja de ética contra Shaffer. Contrariamente a la afirmación anterior de Fletcher de que Sean murió en un accidente automovilístico, la abogada explica que Sean fue víctima de la depresión y la ansiedad provocada por el abuso de Fletcher. Los padres de Sean quieren ver a Fletcher despedido y que no pueda volver a enseñar. Andrew acepta testificar como testigo anónimo, y Fletcher es despedido.
Meses después, Andrew ha abandonado la batería y está trabajando en un restaurante. Descubre a Fletcher actuando como pianista en un combo en un club de jazz. Fletcher ve a Andrew y le invita a tomar una copa después de la actuación. Explica que presionó a sus alumnos para que se convirtieran en músicos de jazz famosos, haciendo referencia al ascenso a la fama de Charlie Parker como ejemplo. Cuando Andrew pregunta si sus métodos duros pueden desanimar a los estudiantes, Fletcher responde que el próximo Charlie Parker nunca se desanimará. Andrew acepta la invitación de Fletcher a tocar el tambor con su banda en el JVC Jazz Festival. Previo a ello, él llama por teléfono a Nicole y la invita a la actuación, pero desde entonces ella ha conseguido otro novio.
En el escenario, justo antes de que comience la presentación, Fletcher revela que sabe que Andrew testificó en su contra, y comienza el concierto con una pieza que Andrew no conoce, y para la cual no se le han proporcionado las partituras necesarias. Andrew deja el escenario humillado a encontrarse con su padre, pero regresa, interrumpe a Fletcher tocando Caravan y es él quien indica a la banda cuándo comenzar a tocar. Fletcher se sorprende, pero reanuda la dirección. A la mitad de la pieza Caravan, Andrew realiza un gran y extenso solo. Fletcher luego comparte una sonrisa de aprobación y señala el final.

## Reparto
- Miles Teller como Andrew Neiman.
- J. K. Simmons como Terence Fletcher.
- Paul Reiser como Jim Neiman.
- Melissa Benoist como Nicole.
- Austin Stowell como Ryan Connolly.
- Jayson Blair como Travis.
- Kofi Siriboe como Greg.
- Kavita Patil como Sophie.
- Michael Cohen como Tramoyista Dunellen.

## Producción
Concebido en forma de un guion de 85 páginas, Whiplash, de Damien Chazelle, saltó a la fama después de ser presentado en Black List 2012, que incluye los mejores guiones cinematográficos aun no producidos. Cuando los productores empezaron a mostrar interés, Chazelle tomó 15 páginas de su guion original y los adaptó a un cortometraje protagonizado por Johnny Simmons en el papel del baterista y J.K. Simmons en el papel del profesor. El corto de 18 minutos, que consistía en la primera lección de Andrew con Fletcher, pasó con gran éxito después de haberse estrenado en el Festival de Cine de Sundance de 2013, que en última instancia atrajo a los inversores a firmar y producir la versión completa. El largometraje fue financiado por $3,3 millones por Bold Films.
En agosto de 2013, Miles Teller firmó para protagonizar el papel que había sido de Johnny Simmons; J.K. Simmons siguió con su papel original. El rodaje comenzó al mes siguiente, se desarrolló en Los Ángeles, incluyendo el hotel Barclay, el Palace Theater y el Teatro Orpheum.

## Estreno

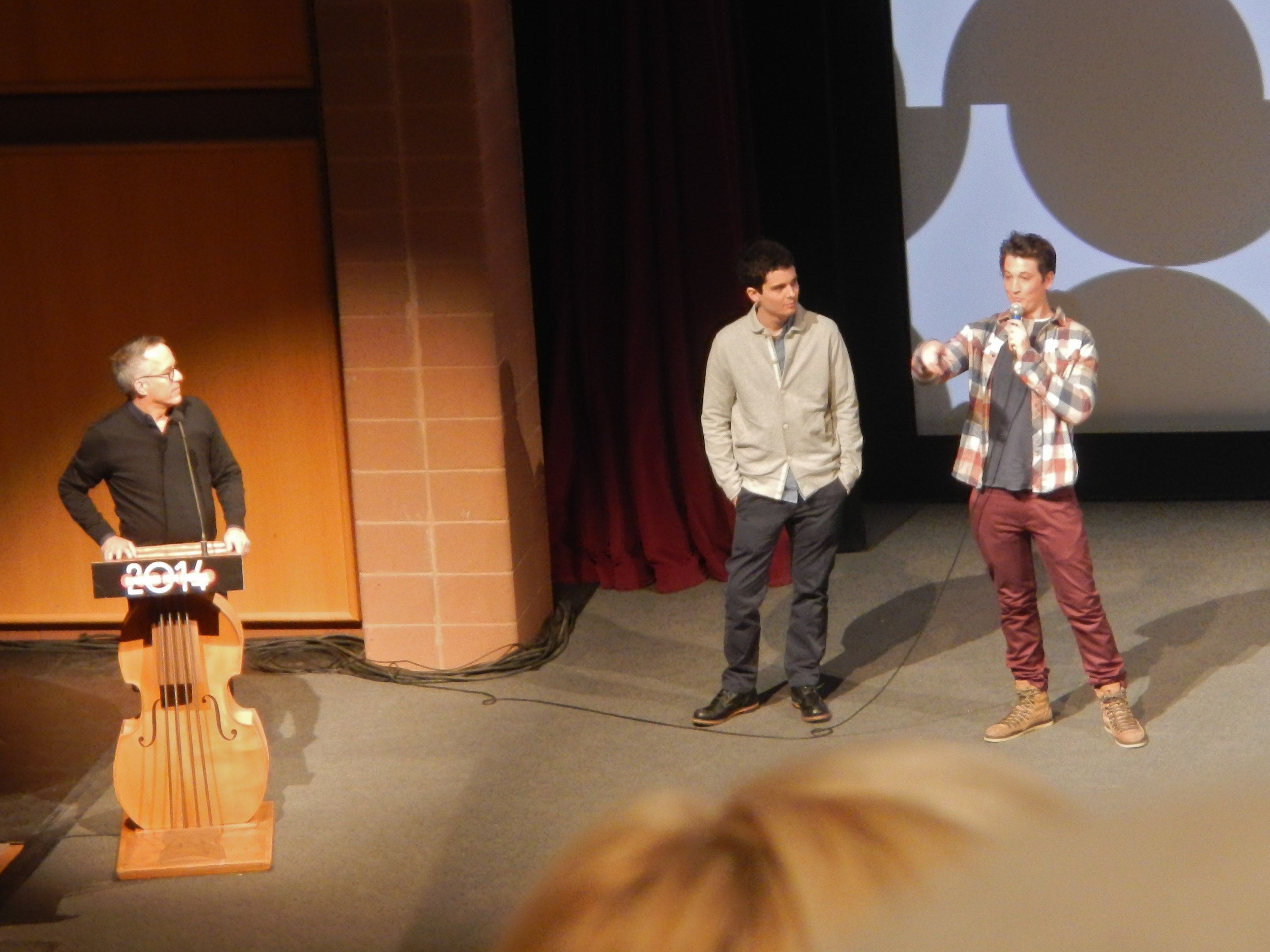
John Cooper, Damien Chazelle y Miles Teller en el Festival de Sundance 2014.

Whiplash se presentó por primera vez en el Festival de Cine de Sundance el 16 de enero de 2014. El 20 de mayo del mismo año, la película se proyectó en la Quincena de Realizadores durante el Festival de Cine de Cannes de 2014. También fue programada para ser proyectada en la sección Presentaciones Especiales del Festival Internacional de Cine de Toronto en septiembre de 2014. Su estreno en salas comerciales se produjo de forma limitada el 10 de octubre de 2014 en Estados Unidos y Canadá. En Australia, Nueva Zelanda y Rusia se estrenó el 23 de octubre de 2014 y en Francia el 24 de diciembre del mismo año. En el resto de países de Europa, Asia y América se estrenó en diversos festivales de cine durante septiembre y noviembre de 2014, y de forma oficial entre enero y marzo de 2015.

## Recepción

### Respuesta de la crítica

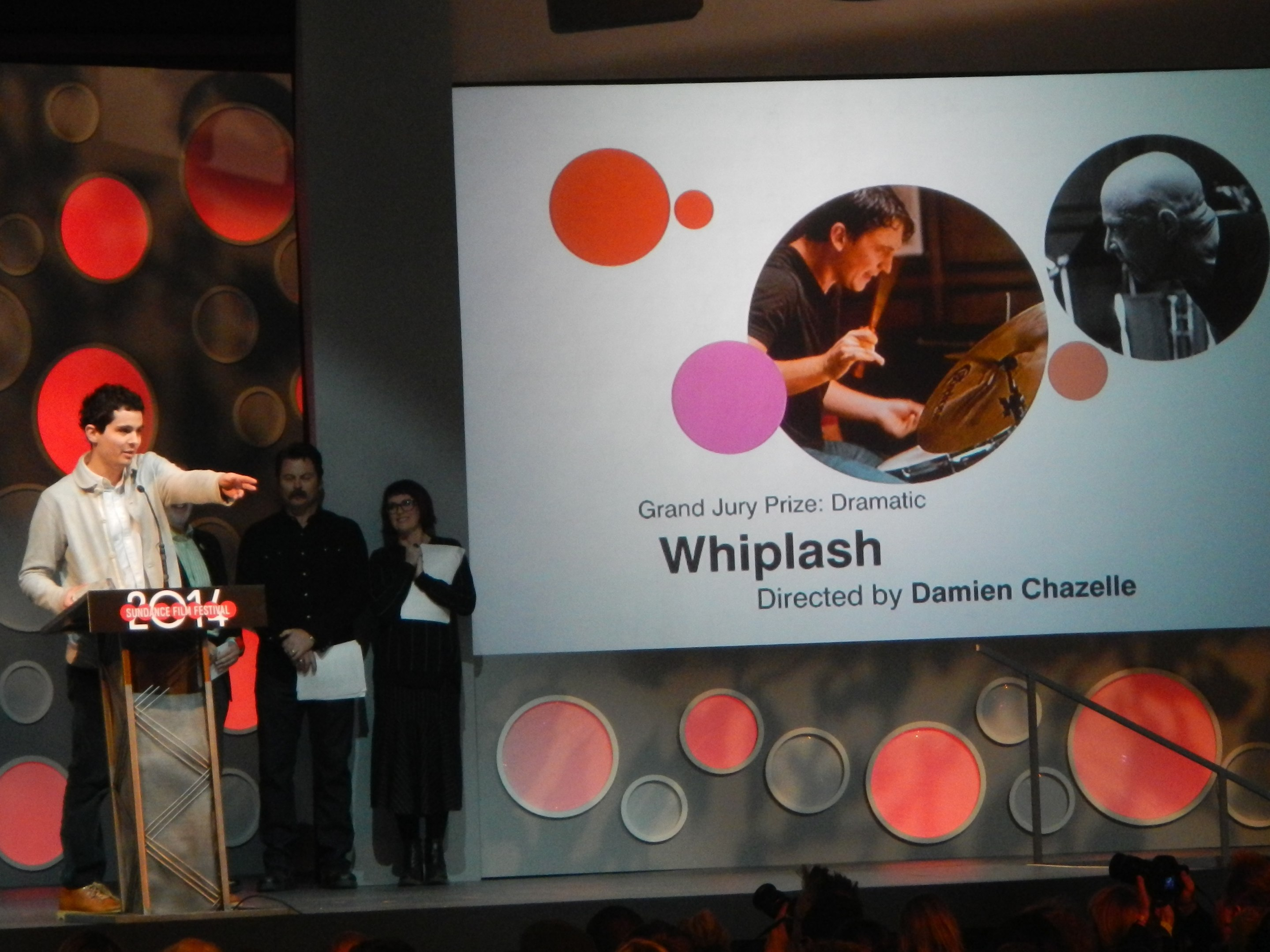
Damien Chazelle recibiendo el Gran Premio del Jurado: Drama para Whiplash en el Festival de Cine de Sundance 2014.

Whiplash fue aclamada por la crítica en su estreno en la noche de apertura del Festival de Cine de Sundance 2014. En Rotten Tomatoes, la película tiene una calificación de 94%, basada en 302 revisiones, con una calificación promedio de 8,6/10. El consenso general del sitio dice: «Intensa, inspiradora, y bien actuada, Whiplash es un brillante segundo trabajo del director Damien Chazelle y un vehículo fascinante para las estrellas J.K. Simmons y Miles Teller». En Metacritic, la película tiene una calificación de 88 sobre 100, basada en 49 críticas, indicando "aclamación universal".
Peter Debruge, en su reseña de Variety, dijo que la película «demuele los clichés del género prodigio musical, revistiendo los estudios de ensayo de los mejores conservatorios tradicionalmente educados con toda la intensidad psicológica del campo de batalla o un estadio».
Todd McCarthy, de The Hollywood Reporter elogió las actuaciones de Teller y Simmons, diciendo: «Teller, que impresionó en la película de Sundance del año pasado The Spectacular Now, lo vuelve a hacer en una interpretación que es más a menudo latente que volátil». Añadió: «Simmons tiene la gran fortuna de que un actor de carácter haya encontrado un coprotagonista con el que puede funcionar, que es lo que él hace emocionantemente con un hombre que es profano, que se pasa de la raya, y como muchos buenos villanos, es totalmente convincente».
Amber Wilkinson de The Daily Telegraph elogió la dirección y edición: «La película de Chazelle tiene un ritmo sostenido y absorbente, con tomas, bellamente editadas por Tom Cross (Crazy Heart, Wrong Turn), con frecuencia cortando el estrépito de la batería de Andrew».
James Rocchi, de Indiewire, dio una crítica positiva y dijo: «Whiplash está... llena de jactancia y vanagloria, intransigente donde tiene que serlo, informado por grandes actuaciones y paciente con ambos personajes y las cosas que son importantes para ellos».
Henry Barnes de The Guardian dio a la película una crítica positiva, calificándola de una poco frecuente película «acerca de la música que profesa su amor por la música y sus personajes por igual».
Algunas opiniones negativas manifestaron que la película presentaba una malinterpretación del jazz y la enseñanza de la música. Forrest Wickman, de Slate, acusó a la película de distorsionar la historia del jazz y promover una idea engañosa de la genialidad. Mientras en The New Yorker, Richard Brody argumentó que «Whiplash no hace honor ni al jazz ni al cine».